# Матч за звання чемпіона світу із шахів 1985
Матч за звання чемпіона світу з шахів був проведений у Москві з 3 вересня по 9 листопада 1985 року. Матч був проведений після того, як президент ФІДЕ Флоренсіо Кампоманес зупинив попередній матч після 48 партій. Матч був проведений за схемою, яка використовувалася з 1948 по 1972 роки. Чинний чемпіон Анатолій Карпов програв матч претенденту Гаррі Каспарову з рахунком 11 — 13 і, згідно з правилами ФІДЕ, втратив титул чемпіона світу. Гаррі Каспаров був проголошений тринадцятим чемпіоном світу з шахів.
|   | a | b | c | d | e | f | g | h |   |
| 8 | e8 чорна тура · h8 чорний король · a7 чорний ферзь · g7 чорний слон · h7 чорний пішак · e6 біла тура · e5 білий пішак · g5 білий пішак · a4 білий пішак · c4 білий ферзь · d4 чорний кінь · h4 біла тура · c3 білий кінь · b2 чорна тура · g2 білий король · h2 білий пішак | e8 чорна тура · h8 чорний король · a7 чорний ферзь · g7 чорний слон · h7 чорний пішак · e6 біла тура · e5 білий пішак · g5 білий пішак · a4 білий пішак · c4 білий ферзь · d4 чорний кінь · h4 біла тура · c3 білий кінь · b2 чорна тура · g2 білий король · h2 білий пішак | e8 чорна тура · h8 чорний король · a7 чорний ферзь · g7 чорний слон · h7 чорний пішак · e6 біла тура · e5 білий пішак · g5 білий пішак · a4 білий пішак · c4 білий ферзь · d4 чорний кінь · h4 біла тура · c3 білий кінь · b2 чорна тура · g2 білий король · h2 білий пішак | e8 чорна тура · h8 чорний король · a7 чорний ферзь · g7 чорний слон · h7 чорний пішак · e6 біла тура · e5 білий пішак · g5 білий пішак · a4 білий пішак · c4 білий ферзь · d4 чорний кінь · h4 біла тура · c3 білий кінь · b2 чорна тура · g2 білий король · h2 білий пішак | e8 чорна тура · h8 чорний король · a7 чорний ферзь · g7 чорний слон · h7 чорний пішак · e6 біла тура · e5 білий пішак · g5 білий пішак · a4 білий пішак · c4 білий ферзь · d4 чорний кінь · h4 біла тура · c3 білий кінь · b2 чорна тура · g2 білий король · h2 білий пішак | e8 чорна тура · h8 чорний король · a7 чорний ферзь · g7 чорний слон · h7 чорний пішак · e6 біла тура · e5 білий пішак · g5 білий пішак · a4 білий пішак · c4 білий ферзь · d4 чорний кінь · h4 біла тура · c3 білий кінь · b2 чорна тура · g2 білий король · h2 білий пішак | e8 чорна тура · h8 чорний король · a7 чорний ферзь · g7 чорний слон · h7 чорний пішак · e6 біла тура · e5 білий пішак · g5 білий пішак · a4 білий пішак · c4 білий ферзь · d4 чорний кінь · h4 біла тура · c3 білий кінь · b2 чорна тура · g2 білий король · h2 білий пішак | e8 чорна тура · h8 чорний король · a7 чорний ферзь · g7 чорний слон · h7 чорний пішак · e6 біла тура · e5 білий пішак · g5 білий пішак · a4 білий пішак · c4 білий ферзь · d4 чорний кінь · h4 біла тура · c3 білий кінь · b2 чорна тура · g2 білий король · h2 білий пішак | 8 |
| 7 | e8 чорна тура · h8 чорний король · a7 чорний ферзь · g7 чорний слон · h7 чорний пішак · e6 біла тура · e5 білий пішак · g5 білий пішак · a4 білий пішак · c4 білий ферзь · d4 чорний кінь · h4 біла тура · c3 білий кінь · b2 чорна тура · g2 білий король · h2 білий пішак | e8 чорна тура · h8 чорний король · a7 чорний ферзь · g7 чорний слон · h7 чорний пішак · e6 біла тура · e5 білий пішак · g5 білий пішак · a4 білий пішак · c4 білий ферзь · d4 чорний кінь · h4 біла тура · c3 білий кінь · b2 чорна тура · g2 білий король · h2 білий пішак | e8 чорна тура · h8 чорний король · a7 чорний ферзь · g7 чорний слон · h7 чорний пішак · e6 біла тура · e5 білий пішак · g5 білий пішак · a4 білий пішак · c4 білий ферзь · d4 чорний кінь · h4 біла тура · c3 білий кінь · b2 чорна тура · g2 білий король · h2 білий пішак | e8 чорна тура · h8 чорний король · a7 чорний ферзь · g7 чорний слон · h7 чорний пішак · e6 біла тура · e5 білий пішак · g5 білий пішак · a4 білий пішак · c4 білий ферзь · d4 чорний кінь · h4 біла тура · c3 білий кінь · b2 чорна тура · g2 білий король · h2 білий пішак | e8 чорна тура · h8 чорний король · a7 чорний ферзь · g7 чорний слон · h7 чорний пішак · e6 біла тура · e5 білий пішак · g5 білий пішак · a4 білий пішак · c4 білий ферзь · d4 чорний кінь · h4 біла тура · c3 білий кінь · b2 чорна тура · g2 білий король · h2 білий пішак | e8 чорна тура · h8 чорний король · a7 чорний ферзь · g7 чорний слон · h7 чорний пішак · e6 біла тура · e5 білий пішак · g5 білий пішак · a4 білий пішак · c4 білий ферзь · d4 чорний кінь · h4 біла тура · c3 білий кінь · b2 чорна тура · g2 білий король · h2 білий пішак | e8 чорна тура · h8 чорний король · a7 чорний ферзь · g7 чорний слон · h7 чорний пішак · e6 біла тура · e5 білий пішак · g5 білий пішак · a4 білий пішак · c4 білий ферзь · d4 чорний кінь · h4 біла тура · c3 білий кінь · b2 чорна тура · g2 білий король · h2 білий пішак | e8 чорна тура · h8 чорний король · a7 чорний ферзь · g7 чорний слон · h7 чорний пішак · e6 біла тура · e5 білий пішак · g5 білий пішак · a4 білий пішак · c4 білий ферзь · d4 чорний кінь · h4 біла тура · c3 білий кінь · b2 чорна тура · g2 білий король · h2 білий пішак | 7 |
| 6 | e8 чорна тура · h8 чорний король · a7 чорний ферзь · g7 чорний слон · h7 чорний пішак · e6 біла тура · e5 білий пішак · g5 білий пішак · a4 білий пішак · c4 білий ферзь · d4 чорний кінь · h4 біла тура · c3 білий кінь · b2 чорна тура · g2 білий король · h2 білий пішак | e8 чорна тура · h8 чорний король · a7 чорний ферзь · g7 чорний слон · h7 чорний пішак · e6 біла тура · e5 білий пішак · g5 білий пішак · a4 білий пішак · c4 білий ферзь · d4 чорний кінь · h4 біла тура · c3 білий кінь · b2 чорна тура · g2 білий король · h2 білий пішак | e8 чорна тура · h8 чорний король · a7 чорний ферзь · g7 чорний слон · h7 чорний пішак · e6 біла тура · e5 білий пішак · g5 білий пішак · a4 білий пішак · c4 білий ферзь · d4 чорний кінь · h4 біла тура · c3 білий кінь · b2 чорна тура · g2 білий король · h2 білий пішак | e8 чорна тура · h8 чорний король · a7 чорний ферзь · g7 чорний слон · h7 чорний пішак · e6 біла тура · e5 білий пішак · g5 білий пішак · a4 білий пішак · c4 білий ферзь · d4 чорний кінь · h4 біла тура · c3 білий кінь · b2 чорна тура · g2 білий король · h2 білий пішак | e8 чорна тура · h8 чорний король · a7 чорний ферзь · g7 чорний слон · h7 чорний пішак · e6 біла тура · e5 білий пішак · g5 білий пішак · a4 білий пішак · c4 білий ферзь · d4 чорний кінь · h4 біла тура · c3 білий кінь · b2 чорна тура · g2 білий король · h2 білий пішак | e8 чорна тура · h8 чорний король · a7 чорний ферзь · g7 чорний слон · h7 чорний пішак · e6 біла тура · e5 білий пішак · g5 білий пішак · a4 білий пішак · c4 білий ферзь · d4 чорний кінь · h4 біла тура · c3 білий кінь · b2 чорна тура · g2 білий король · h2 білий пішак | e8 чорна тура · h8 чорний король · a7 чорний ферзь · g7 чорний слон · h7 чорний пішак · e6 біла тура · e5 білий пішак · g5 білий пішак · a4 білий пішак · c4 білий ферзь · d4 чорний кінь · h4 біла тура · c3 білий кінь · b2 чорна тура · g2 білий король · h2 білий пішак | e8 чорна тура · h8 чорний король · a7 чорний ферзь · g7 чорний слон · h7 чорний пішак · e6 біла тура · e5 білий пішак · g5 білий пішак · a4 білий пішак · c4 білий ферзь · d4 чорний кінь · h4 біла тура · c3 білий кінь · b2 чорна тура · g2 білий король · h2 білий пішак | 6 |
| 5 | e8 чорна тура · h8 чорний король · a7 чорний ферзь · g7 чорний слон · h7 чорний пішак · e6 біла тура · e5 білий пішак · g5 білий пішак · a4 білий пішак · c4 білий ферзь · d4 чорний кінь · h4 біла тура · c3 білий кінь · b2 чорна тура · g2 білий король · h2 білий пішак | e8 чорна тура · h8 чорний король · a7 чорний ферзь · g7 чорний слон · h7 чорний пішак · e6 біла тура · e5 білий пішак · g5 білий пішак · a4 білий пішак · c4 білий ферзь · d4 чорний кінь · h4 біла тура · c3 білий кінь · b2 чорна тура · g2 білий король · h2 білий пішак | e8 чорна тура · h8 чорний король · a7 чорний ферзь · g7 чорний слон · h7 чорний пішак · e6 біла тура · e5 білий пішак · g5 білий пішак · a4 білий пішак · c4 білий ферзь · d4 чорний кінь · h4 біла тура · c3 білий кінь · b2 чорна тура · g2 білий король · h2 білий пішак | e8 чорна тура · h8 чорний король · a7 чорний ферзь · g7 чорний слон · h7 чорний пішак · e6 біла тура · e5 білий пішак · g5 білий пішак · a4 білий пішак · c4 білий ферзь · d4 чорний кінь · h4 біла тура · c3 білий кінь · b2 чорна тура · g2 білий король · h2 білий пішак | e8 чорна тура · h8 чорний король · a7 чорний ферзь · g7 чорний слон · h7 чорний пішак · e6 біла тура · e5 білий пішак · g5 білий пішак · a4 білий пішак · c4 білий ферзь · d4 чорний кінь · h4 біла тура · c3 білий кінь · b2 чорна тура · g2 білий король · h2 білий пішак | e8 чорна тура · h8 чорний король · a7 чорний ферзь · g7 чорний слон · h7 чорний пішак · e6 біла тура · e5 білий пішак · g5 білий пішак · a4 білий пішак · c4 білий ферзь · d4 чорний кінь · h4 біла тура · c3 білий кінь · b2 чорна тура · g2 білий король · h2 білий пішак | e8 чорна тура · h8 чорний король · a7 чорний ферзь · g7 чорний слон · h7 чорний пішак · e6 біла тура · e5 білий пішак · g5 білий пішак · a4 білий пішак · c4 білий ферзь · d4 чорний кінь · h4 біла тура · c3 білий кінь · b2 чорна тура · g2 білий король · h2 білий пішак | e8 чорна тура · h8 чорний король · a7 чорний ферзь · g7 чорний слон · h7 чорний пішак · e6 біла тура · e5 білий пішак · g5 білий пішак · a4 білий пішак · c4 білий ферзь · d4 чорний кінь · h4 біла тура · c3 білий кінь · b2 чорна тура · g2 білий король · h2 білий пішак | 5 |
| 4 | e8 чорна тура · h8 чорний король · a7 чорний ферзь · g7 чорний слон · h7 чорний пішак · e6 біла тура · e5 білий пішак · g5 білий пішак · a4 білий пішак · c4 білий ферзь · d4 чорний кінь · h4 біла тура · c3 білий кінь · b2 чорна тура · g2 білий король · h2 білий пішак | e8 чорна тура · h8 чорний король · a7 чорний ферзь · g7 чорний слон · h7 чорний пішак · e6 біла тура · e5 білий пішак · g5 білий пішак · a4 білий пішак · c4 білий ферзь · d4 чорний кінь · h4 біла тура · c3 білий кінь · b2 чорна тура · g2 білий король · h2 білий пішак | e8 чорна тура · h8 чорний король · a7 чорний ферзь · g7 чорний слон · h7 чорний пішак · e6 біла тура · e5 білий пішак · g5 білий пішак · a4 білий пішак · c4 білий ферзь · d4 чорний кінь · h4 біла тура · c3 білий кінь · b2 чорна тура · g2 білий король · h2 білий пішак | e8 чорна тура · h8 чорний король · a7 чорний ферзь · g7 чорний слон · h7 чорний пішак · e6 біла тура · e5 білий пішак · g5 білий пішак · a4 білий пішак · c4 білий ферзь · d4 чорний кінь · h4 біла тура · c3 білий кінь · b2 чорна тура · g2 білий король · h2 білий пішак | e8 чорна тура · h8 чорний король · a7 чорний ферзь · g7 чорний слон · h7 чорний пішак · e6 біла тура · e5 білий пішак · g5 білий пішак · a4 білий пішак · c4 білий ферзь · d4 чорний кінь · h4 біла тура · c3 білий кінь · b2 чорна тура · g2 білий король · h2 білий пішак | e8 чорна тура · h8 чорний король · a7 чорний ферзь · g7 чорний слон · h7 чорний пішак · e6 біла тура · e5 білий пішак · g5 білий пішак · a4 білий пішак · c4 білий ферзь · d4 чорний кінь · h4 біла тура · c3 білий кінь · b2 чорна тура · g2 білий король · h2 білий пішак | e8 чорна тура · h8 чорний король · a7 чорний ферзь · g7 чорний слон · h7 чорний пішак · e6 біла тура · e5 білий пішак · g5 білий пішак · a4 білий пішак · c4 білий ферзь · d4 чорний кінь · h4 біла тура · c3 білий кінь · b2 чорна тура · g2 білий король · h2 білий пішак | e8 чорна тура · h8 чорний король · a7 чорний ферзь · g7 чорний слон · h7 чорний пішак · e6 біла тура · e5 білий пішак · g5 білий пішак · a4 білий пішак · c4 білий ферзь · d4 чорний кінь · h4 біла тура · c3 білий кінь · b2 чорна тура · g2 білий король · h2 білий пішак | 4 |
| 3 | e8 чорна тура · h8 чорний король · a7 чорний ферзь · g7 чорний слон · h7 чорний пішак · e6 біла тура · e5 білий пішак · g5 білий пішак · a4 білий пішак · c4 білий ферзь · d4 чорний кінь · h4 біла тура · c3 білий кінь · b2 чорна тура · g2 білий король · h2 білий пішак | e8 чорна тура · h8 чорний король · a7 чорний ферзь · g7 чорний слон · h7 чорний пішак · e6 біла тура · e5 білий пішак · g5 білий пішак · a4 білий пішак · c4 білий ферзь · d4 чорний кінь · h4 біла тура · c3 білий кінь · b2 чорна тура · g2 білий король · h2 білий пішак | e8 чорна тура · h8 чорний король · a7 чорний ферзь · g7 чорний слон · h7 чорний пішак · e6 біла тура · e5 білий пішак · g5 білий пішак · a4 білий пішак · c4 білий ферзь · d4 чорний кінь · h4 біла тура · c3 білий кінь · b2 чорна тура · g2 білий король · h2 білий пішак | e8 чорна тура · h8 чорний король · a7 чорний ферзь · g7 чорний слон · h7 чорний пішак · e6 біла тура · e5 білий пішак · g5 білий пішак · a4 білий пішак · c4 білий ферзь · d4 чорний кінь · h4 біла тура · c3 білий кінь · b2 чорна тура · g2 білий король · h2 білий пішак | e8 чорна тура · h8 чорний король · a7 чорний ферзь · g7 чорний слон · h7 чорний пішак · e6 біла тура · e5 білий пішак · g5 білий пішак · a4 білий пішак · c4 білий ферзь · d4 чорний кінь · h4 біла тура · c3 білий кінь · b2 чорна тура · g2 білий король · h2 білий пішак | e8 чорна тура · h8 чорний король · a7 чорний ферзь · g7 чорний слон · h7 чорний пішак · e6 біла тура · e5 білий пішак · g5 білий пішак · a4 білий пішак · c4 білий ферзь · d4 чорний кінь · h4 біла тура · c3 білий кінь · b2 чорна тура · g2 білий король · h2 білий пішак | e8 чорна тура · h8 чорний король · a7 чорний ферзь · g7 чорний слон · h7 чорний пішак · e6 біла тура · e5 білий пішак · g5 білий пішак · a4 білий пішак · c4 білий ферзь · d4 чорний кінь · h4 біла тура · c3 білий кінь · b2 чорна тура · g2 білий король · h2 білий пішак | e8 чорна тура · h8 чорний король · a7 чорний ферзь · g7 чорний слон · h7 чорний пішак · e6 біла тура · e5 білий пішак · g5 білий пішак · a4 білий пішак · c4 білий ферзь · d4 чорний кінь · h4 біла тура · c3 білий кінь · b2 чорна тура · g2 білий король · h2 білий пішак | 3 |
| 2 | e8 чорна тура · h8 чорний король · a7 чорний ферзь · g7 чорний слон · h7 чорний пішак · e6 біла тура · e5 білий пішак · g5 білий пішак · a4 білий пішак · c4 білий ферзь · d4 чорний кінь · h4 біла тура · c3 білий кінь · b2 чорна тура · g2 білий король · h2 білий пішак | e8 чорна тура · h8 чорний король · a7 чорний ферзь · g7 чорний слон · h7 чорний пішак · e6 біла тура · e5 білий пішак · g5 білий пішак · a4 білий пішак · c4 білий ферзь · d4 чорний кінь · h4 біла тура · c3 білий кінь · b2 чорна тура · g2 білий король · h2 білий пішак | e8 чорна тура · h8 чорний король · a7 чорний ферзь · g7 чорний слон · h7 чорний пішак · e6 біла тура · e5 білий пішак · g5 білий пішак · a4 білий пішак · c4 білий ферзь · d4 чорний кінь · h4 біла тура · c3 білий кінь · b2 чорна тура · g2 білий король · h2 білий пішак | e8 чорна тура · h8 чорний король · a7 чорний ферзь · g7 чорний слон · h7 чорний пішак · e6 біла тура · e5 білий пішак · g5 білий пішак · a4 білий пішак · c4 білий ферзь · d4 чорний кінь · h4 біла тура · c3 білий кінь · b2 чорна тура · g2 білий король · h2 білий пішак | e8 чорна тура · h8 чорний король · a7 чорний ферзь · g7 чорний слон · h7 чорний пішак · e6 біла тура · e5 білий пішак · g5 білий пішак · a4 білий пішак · c4 білий ферзь · d4 чорний кінь · h4 біла тура · c3 білий кінь · b2 чорна тура · g2 білий король · h2 білий пішак | e8 чорна тура · h8 чорний король · a7 чорний ферзь · g7 чорний слон · h7 чорний пішак · e6 біла тура · e5 білий пішак · g5 білий пішак · a4 білий пішак · c4 білий ферзь · d4 чорний кінь · h4 біла тура · c3 білий кінь · b2 чорна тура · g2 білий король · h2 білий пішак | e8 чорна тура · h8 чорний король · a7 чорний ферзь · g7 чорний слон · h7 чорний пішак · e6 біла тура · e5 білий пішак · g5 білий пішак · a4 білий пішак · c4 білий ферзь · d4 чорний кінь · h4 біла тура · c3 білий кінь · b2 чорна тура · g2 білий король · h2 білий пішак | e8 чорна тура · h8 чорний король · a7 чорний ферзь · g7 чорний слон · h7 чорний пішак · e6 біла тура · e5 білий пішак · g5 білий пішак · a4 білий пішак · c4 білий ферзь · d4 чорний кінь · h4 біла тура · c3 білий кінь · b2 чорна тура · g2 білий король · h2 білий пішак | 2 |
| 1 | e8 чорна тура · h8 чорний король · a7 чорний ферзь · g7 чорний слон · h7 чорний пішак · e6 біла тура · e5 білий пішак · g5 білий пішак · a4 білий пішак · c4 білий ферзь · d4 чорний кінь · h4 біла тура · c3 білий кінь · b2 чорна тура · g2 білий король · h2 білий пішак | e8 чорна тура · h8 чорний король · a7 чорний ферзь · g7 чорний слон · h7 чорний пішак · e6 біла тура · e5 білий пішак · g5 білий пішак · a4 білий пішак · c4 білий ферзь · d4 чорний кінь · h4 біла тура · c3 білий кінь · b2 чорна тура · g2 білий король · h2 білий пішак | e8 чорна тура · h8 чорний король · a7 чорний ферзь · g7 чорний слон · h7 чорний пішак · e6 біла тура · e5 білий пішак · g5 білий пішак · a4 білий пішак · c4 білий ферзь · d4 чорний кінь · h4 біла тура · c3 білий кінь · b2 чорна тура · g2 білий король · h2 білий пішак | e8 чорна тура · h8 чорний король · a7 чорний ферзь · g7 чорний слон · h7 чорний пішак · e6 біла тура · e5 білий пішак · g5 білий пішак · a4 білий пішак · c4 білий ферзь · d4 чорний кінь · h4 біла тура · c3 білий кінь · b2 чорна тура · g2 білий король · h2 білий пішак | e8 чорна тура · h8 чорний король · a7 чорний ферзь · g7 чорний слон · h7 чорний пішак · e6 біла тура · e5 білий пішак · g5 білий пішак · a4 білий пішак · c4 білий ферзь · d4 чорний кінь · h4 біла тура · c3 білий кінь · b2 чорна тура · g2 білий король · h2 білий пішак | e8 чорна тура · h8 чорний король · a7 чорний ферзь · g7 чорний слон · h7 чорний пішак · e6 біла тура · e5 білий пішак · g5 білий пішак · a4 білий пішак · c4 білий ферзь · d4 чорний кінь · h4 біла тура · c3 білий кінь · b2 чорна тура · g2 білий король · h2 білий пішак | e8 чорна тура · h8 чорний король · a7 чорний ферзь · g7 чорний слон · h7 чорний пішак · e6 біла тура · e5 білий пішак · g5 білий пішак · a4 білий пішак · c4 білий ферзь · d4 чорний кінь · h4 біла тура · c3 білий кінь · b2 чорна тура · g2 білий король · h2 білий пішак | e8 чорна тура · h8 чорний король · a7 чорний ферзь · g7 чорний слон · h7 чорний пішак · e6 біла тура · e5 білий пішак · g5 білий пішак · a4 білий пішак · c4 білий ферзь · d4 чорний кінь · h4 біла тура · c3 білий кінь · b2 чорна тура · g2 білий король · h2 білий пішак | 1 |
|   | a | b | c | d | e | f | g | h |   |

## Результати
|                        | 1 | 2 | 3 | 4 | 5 | 6 | 7 | 8 | 9 | 10 | 11 | 12 | 13 | 14 | 15 | 16 | 17 | 18 | 19 | 20 | 21 | 22 | 23 | 24 | Очки |
| ---------------------- | - | - | - | - | - | - | - | - | - | -- | -- | -- | -- | -- | -- | -- | -- | -- | -- | -- | -- | -- | -- | -- | ---- |
| Гаррі Каспаров (СРСР)  | 1 | ½ | ½ | 0 | 0 | ½ | ½ | ½ | ½ | ½  | 1  | ½  | ½  | ½  | ½  | 1  | ½  | ½  | 1  | ½  | ½  | 0  | ½  | 1  | 13   |
| Анатолій Карпов (СРСР) | 0 | ½ | ½ | 1 | 1 | ½ | ½ | ½ | ½ | ½  | 0  | ½  | ½  | ½  | ½  | 0  | ½  | ½  | 0  | ½  | ½  | 1  | ½  | 0  | 11   |